# Mtina
Mtina è una circoscrizione rurale (rural ward) della Tanzania situata nel distretto di Tunduru, Regione del Ruvuma. Conta una popolazione di 17 617 abitanti (censimento 2012).